# ¡No matarás ni con hambre ni con balas!
El lema «¡No matarás ni con hambre ni con balas!» es una frase vinculada con la izquierda cristiana en Perú como una expresión en oposición a la violencia armada así como también a la pobreza existente en el orden social. Fue la consigna principal de la marcha del 15 de octubre de 1989 en el distrito de El Agustino (Lima), en respuesta al asesinato el 10 de octubre de 1989 de la dirigente distrital y lideresa del club de madres María Elías de Huapaya por parte de elementos de la organización terrorista Sendero Luminoso.
Si bien la frase ya era conocida en Perú gracias a una publicación de junio de 1983 sobre Adolfo Pérez Esquivel, que la citó en referencia a los abusos de la dictadura militar argentina, fue popularizada gracias a ser una de las consignas principales de Marcha por la Paz del 3 de noviembre de 1989, convocada por Henry Pease, líder de Izquierda Unida y uno de los asistentes a la manifestación en El Agustino, cobrando especial relevancia debido la violencia política y la crisis económica que azotó a ese país en la década de 1980. La frase buscaba diferenciarse de los sectores de la derecha política en el país.
El lema revivió en el contexto de las protestas en Perú de 2022-2023, tras la muerte de decenas de manifestantes opositores al gobierno de Dina Boluarte.  Entre los congresistas que llevaron el lema estuvo Ruth Luque. Tras una criticada intervención policial a manifestantes concentrados en el campus principal de la Universidad Nacional Mayor de San Marcos, la consigna fue calificada en un informe oficial como parte de supuestas «descripciones alusivas a incentivar actos de violencia».